# Papustyla pulcherrima
Escargot arboricole de l'île Manus
Espèce
Statut CITES
Statut de conservation UICN

 NT  : Quasi menacé
Papustyla pulcherrima, l’Escargot arboricole de l'île Manus, est une espèce de grands escargots arboricoles, des mollusques gastéropodes terrestres de la famille des Camaenidae (ordre des Pulmonata).

## Répartition et habitat
L'espèce est endémique de l'île Manus en Papouasie-Nouvelle-Guinée. Elle vit dans les arbres et habite la forêt humide jusqu'à une altitude de 112 mètres.

## Description
La coquille de cette espèce est vert brillant, ce qui est inhabituel chez les escargots. La couleur verte n'est pas celle de la partie solide de la coquille en carbonate de calcium, mais celle d'une couche très fine de protéine appelée le périostracum. Sous ce dernier, la coquille est jaune, ce que l'on voit le long de la souture.

## Espèce vulnérable
L'escargot et sa coquille sont protégés par la Convention sur le commerce international des espèces de faune et de flore sauvages menacées d'extinction (CITES), figurant à l'annexe II de cette convention, et l'espèce figure sur la Liste rouge de l'UICN parmi les espèces quasi menacées
Papustyla pulcherrima est la seule espèce étrangère de gastéropodes que le gouvernement fédéral des États-Unis considère comme en voie de disparition depuis le 2 juin 1970.

## Classification
Le nom valide complet (avec auteur) de ce taxon est Papustyla pulcherrima (I. Rensch (d), 1931).
L'espèce a été initialement classée dans le genre Papuina sous le protonyme Papuina pulcherrima I. Rensch, 1931.
Ce taxon porte en français le nom vernaculaire ou normalisé suivant : Escargot arboricole de l'île Manus.
Papustyla pulcherrima a pour synonyme :
- Papuina pulcherrima I. Rensch, 1931

### Publication originale
- (de) Ilse Rensch, « Beitrag zur Kenntnis der Schneckenfauna der Admiralitätsinseln », Zoologischer Anzeiger, vol. 95, no 5,‎ 1931, p. 186-194 (ISSN 0044-5231).